# سد بدوة
سد بدوة هو سد خراساني في المملكة العربية السعودية افتتح في عام 2002 ويقع في محافظة النماص التابعة لمنطقة عسير. الغرض الرئيسي من السد هو السيطرة على الفيضانات ودرء مخاطر السيول.

## الموقع
يقع في الجهة الشرقية لمحافظة النماص ويبعد تقريبا 25 كيلو متر عن مركز المحافظة.

## الخصائص
أنشئ سد بدوة سنة 2002 من أجل استعاضة مياه الآبار الجوفية وتوفير مياه الشرب لسكان المنطقة والاستفادة من موارد المياه في وادي بدوة، حاجزه خراساني النوع، يبلغ طول السد 92 مترًا وارتفاعه يبلغ 30 مترًا وبسعة تخزينية تفوق مليوني متر مكعب.
وبلغت تكلفة إنشائه أكثر من 11 مليون ريال، إضافة إلى أكثر من مليون ريال قيمة تركيب وتجهيز محطة التحلية الواقعة على هذا السد.

## متنزه السد
اعتمد المجلس البلدي بمحافظة النماص عددا من المشاريع المقترحة لتنفيذها منها تطوير متنزه سد بدوة والعمل على تجهيزه من قبل البلدية وتهيئته للاستثمار وكذلك ربطه بطريق مزدوج من وسط المحافظة وجعله واجهة سياحية مميزة.
كما تم حددت أمانة منطقة عسير بالتعاون مع الهيئة العامة للسياحة والآثار المنتزه البري بالنماص في موقع سد وادي بدوه

## محطة تحلية السد
اُفتتحت في 27 أغسطس 2008 محطة تحلية مياه سد وادي بدوة حيث أن هذه المحطة تساهم في توفير المياه العذبة لسكان محافظة النماص،

## وصلات خارجية
- النماص سد وادي بدوه على يوتيوب
- سد بدوة بمحافظة النماص 2012 على يوتيوب
- بحيرة بدوة على يوتيوب